# Europska unija protiv Microsofta
Europska unija protiv Microsofta je bio sudski slučaj u kojemu Europska unija tuži Microsoft zbog kršenja zakona o tržišnoj utakmici.

## Početak
1993. godine tvrtka Novell je podignula tužbu protiv Microsofta zbog protutržišnog ponašanja. Središnji dio tužbe se ticao poslovne politike Microsofta koji u to vrijeme zahtjeva od svojih ovlaštenih prodavača Windows operativnog sustava da plaćaju naknadu Microsoftu po svakom prodanom računalu bez obzira da li su na njega ugrađeni ili ne Windowsi. Već sljedeće godine u ovom slučaju koji je privukao pažnju Europske unije i SAD-a dolazi do sklapanja nagodbe kojom Microsoft odustaje od dijela svoje poslovne politike.

Bez obzira na taj dogovor ne dolazi do prestanka istrage poslovanja Microsofta od strane državnih organa nego će ona dobiti novi zamah 1998. godina kada Sun Microsystems podiže tužbu protiv Microsofta zbog Windowsa NT. Završnu eskalaciju u Europi ovaj slučaj će doživjeti zbog pitanja integriranja medija tehnologije u Windowse. 

## Presuda
Navodeći protu-tržišne poteze Microsofta, EU naređuje ovoj kompaniji 2003 godine da na tržište mora izdati dvije verzije Windowsa. Prva je ona klasična verzija Windowsa XP, dok je druga morala biti izgrađena bez Media playera. Također Microsoft je ovom odlukom bio prisiljen dati podatke o svom operativnom sustavu kako bi proizvođači najjeftinijih servera imali kompaktibilnost s Windowsima. Tijekom ožujka 2004. Eu je naredio Microsoftu da plati 497 milijuna eura kazne, što je u to doba bila najveća kazna u povijesti EU-a.
Bez obzira na žestoke proteste kompanije ona je u srpnju 2004. godine platila kaznu

## Nakon presude
Prvi odgovor na tu presudu postaje izdavanje operativnog sustava Windows XP N ili laički govoreći Windows XP bez media playera. Također poštujući sudsku presudu Microsoft je izdao odgovarajućim organima dio svoga programskog koda od programa Windows Server 2003. Bez obzira na ta ispunjavanja presude on je ujedno i dignuo tužbu na nju.
Tijekom prosinca 2005 godine predstavnici Europske unije u ovom slučaju dolaze do zaključka da Microsoft nije predao odgovarajući dio programskog koda zbog čega smatraju da je u prekršaju. U skladu s tim donosi se odluka da se ovu kompanija kazni 2 milijuna po svakom danu zakasnine za neotkrivanje programskog koda. 
Na kraju 12. srpnja 2006. godine se donosi završna odluka o dodatnoj kazni Microsoftu u visini od 280,5 milijuna eura zbog kašnjenja predaje podataka (1,5 milijun po danu) za razdoblje 16. prosinac 2005. – 20. lipanj 2006. kada su napokon ispunjene uvjeti iz sudske odluke.
17. srpnja 2007. Microsoft je izgubio u žalbenom postupku protiv prvobitne presude tako da je ona potvrđena kao i kazne od 497 + 280,5 milijuna eura. Isto je vredilo i za pitanje server i Media playera. Jedino dio prvobitne presude koji je odbačen je onaj o nužnosti nezavisnog tijela koje bi trebalo imati neograničeni uvid u unutrašnju organizaciju kompanije.
.